# Rauvolfia serpentina
Rauvolfia serpentina (L.) Benth. ex Kurz, 1877 è una pianta angiosperma appartenente alla famiglia delle Apocinacee.
È una delle 50 erbe fondamentali della medicina tradizionale cinese, in cui prende il nome di shégēn mù (蛇根木) o yìndù shémù (印度蛇木).

## Descrizione
È un arbusto sempreverde alto circa un metro. Ha delle radici in forma di segmenti cilindrici, tortuosi e raggrinziti con striature longitudinali.

## Distribuzione e habitat
L'areale di questa specie si estende dal subcontinente indiano attraverso l'Indocina sino alla Cina centro-meridionale e alla Malesia

## Proprietà medicinali
L'estratto della pianta viene usato in India da millenni e anche il Mahatma Gandhi ne ha fatto uso durante la vita per le sue proprietà tranquillanti.
Il principale alcaloide contenuto nelle radici di Rauvolfia serpentina è la reserpina, che determina uno svuotamento, a livello della terminazione nervosa simpatica, di tutte le riserve di noradrenalina, sia di quella vescicolare, sia di quella citoplasmatica, sia del deposito pregangliare. In conseguenza di ciò determina una potente inibizione del sistema nervoso simpatico: si ha riduzione della frequenza cardiaca, riduzione pressoria sistemica, oltre a un potente effetto sedativo. Infatti tutte le amine cerebrali vengono inattivate.
Un altro alcaloide della pianta avente azione vasodilatatrice è la raubasina.
Anche la yohimbina è un alcaloide contenuto nella radice di Rauvolfia con effetto vasodilatatore. Nel fitocomplesso però la sua azione è minore di quella della reserpina e complessivamente non è visibile.
Infine nella Rauvolfia è contenuto anche un altro principio attivo, l'ajmalina, che era impiegata in passato per la terapia di alcune aritmie cardiache.